# Parroquia Santa María (Almagro)
La Parroquia Santa María es un templo católico y casa parroquial del barrio de Almagro, Ciudad de Buenos Aires, Argentina, lugar donde se dio el primer milagro Eucarístico del país. 

## Ubicación
Integra el decanato 5 - Balvanera de la Vicaría Centro de la Arquidiócesis de Buenos Aires. Limita con las parroquias de Nuestra Señora de Caacupé al oeste, de San José de Calasanz al sur y San Carlos Borromeo al este. Se encuentra sobre la Avenida La Plata en su intersección con la calle Venezuela.

## Historia
A inicios del siglo XX la zona se configura como barrio por la llegada del transporte público desde el centro. En la década de 20 y 30 se efectúa el trazado de calles. Ya en 1898 el Colegio Sagrado Corazón cede el predio para la construcción, ya que el mismo formaba parte de la institución. La iglesia fue erigida el 25 de julio de 1934 por decreto del Cardenal Santiago Luis Copello, en ese momento arzobispo, en el marco de una expansión institucional de la Iglesia de Buenos Aires. 
El templo fue inaugurado en noviembre de 1936. En su construcción predomina el estilo neorománico. Una de las obras significativas es el mural de Nuestra Señora de Guadalupe que preside la nave lateral izquierda y la réplica de la Virgen de Luján, que preside la nave lateral derecha.  También hay imágenes como la del Sagrado Corazón de Jesús y la talla en madera de San Francisco de Asís.

## Milagro Eucarístico
El 8 de mayo de 1992 se dio el primer milagro Eucarístico en la parroquia de Santa María, manifestación de la misma fueron la transformación de hostias en carne y sangre. 
El 1 de mayo encontraron dos trozos de hostia sobre el corporal del sagrario, que fueron puestos en agua de forma habitual, para que se disuelvan y luego purificarlos.Los sacerdotes esperaron varios días pero notaron qué los trozos no se disolvía. Siete días más tarde encontraron las formas con aspecto rojizo, como de sangre. 
En agosto de 1996 ocurrió algo similar. Luego que el Padre Alejandro Pezet terminará de distribuir las hostias, una mujer se acercó para decirle que habían descartado una de ellas en un candelabro en la parte posterior de la iglesia. 
Pezet tomó la hostia, la colocó en agua y la puso en el sagrario de la capilla. Dos días después al abrir el sagrario vieron que la hostia tomo un aspecto sanguinolento. El párroco informó de esto al cardenal Bergoglio, quien encargó la toma de fotos profesionales para registrar los cambios de la hostia. En las mismas se ve la forma como un trozo de carne ensangrentada, y aumentada en tamaño. 
Luego de esto pasaron años donde se tuvo la hostia en el tabernáculo, sin que ella de indicios de descomposición, bajo silencio estricto. Hasta que el cardenal Bergoglio mandó a analizar a la misma científicamente, para verificar si se trató de un milagro Eucarístico. 
El laboratorio qué realizó el análisis del tejido enviado reportó el hallazgo de células humanas rojas y blancas, de sangre y tejido humano.
En 1999 el Dr. Ricardo Castañón Gómez envío una nueva muestra a Nueva York para su análisis por científicos, sin indicarles la procedencia de la misma. El laboratorio comunicó que la muestra correspondía a tejido muscular de corazón humano. Cinco años después, el reconocido cardiólogo y patólogo forense Dr. Frederick Zugibe concluyó  que la sustancia analizada era carne y sangre con ADN humano.

## [6][7]Referencias
1. ↑  «Parroquias de Buenos Aires». Archivado desde el original el 14 de marzo de 2010. Consultado el 11 de marzo de 2010.
2. ↑  «Parroquias por Vicaría, Página del Arzobispado de Buenos Aires». Archivado desde el original el 7 de enero de 2010. Consultado el 11 de marzo de 2010.
3. ↑  «Ubicación en el mapa, Google Maps (R)». Archivado desde el original el 1 de octubre de 2009. Consultado el 11 de marzo de 2010.
4. ↑  «Decreto de erección de la Parroquia Santa María, Página del Arzobispado de Buenos Aires». Archivado desde el original el 18 de diciembre de 2009. Consultado el 11 de marzo de 2010.
5. ↑  «Fotos de la Parroquia Santa María». Archivado desde el original el 1 de octubre de 2009. Consultado el 11 de marzo de 2010.
6. ↑  «La Casa De Almagro Cumple 125 Años De Vida». www.sagrado.edu.ar. Consultado el 20 de agosto de 2023.
7. ↑  «Milagro Eucarístico en la Parroquia Santa María | Iglesias de Buenos Aires». 9 de mayo de 2022. Consultado el 20 de agosto de 2023.